# Ctenoplusia tarassotana
Ctenoplusia tarassotana är en fjärilsart som beskrevs av Embrik Strand 1917. Ctenoplusia tarassotana ingår i släktet Ctenoplusia och familjen nattflyn. Inga underarter finns listade i Catalogue of Life.